# Aleksandr Tichanovitsj

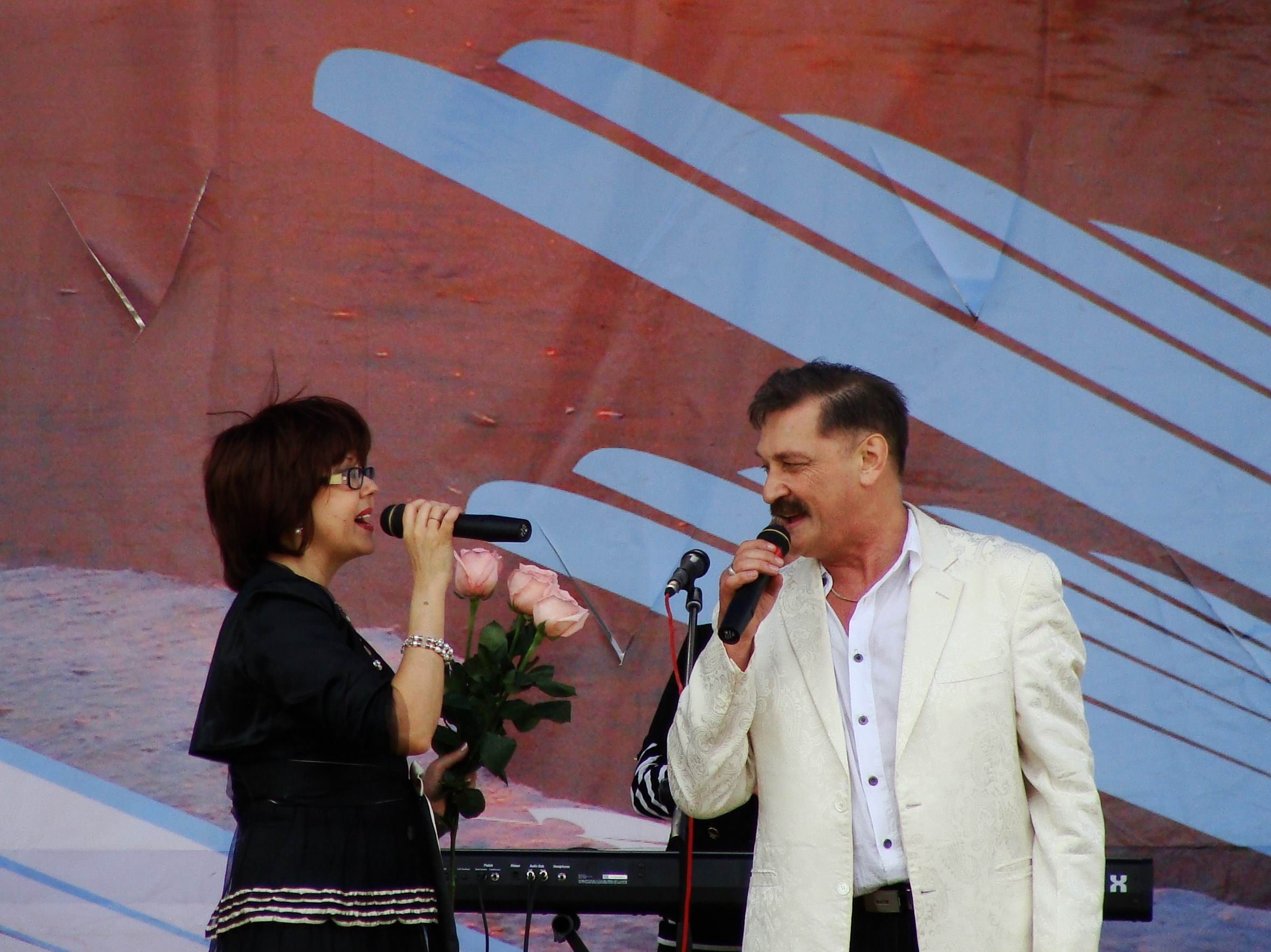
Aleksandr Tichanovitsj (rechts) met echtgenote Jadviga Poplavskaja

Aleksandr Grigorjevitsj Tichanovitsj (Wit-Russisch: Аляксандр Рыгоравіч Ціхановіч) (Minsk, 13 juli 1952 – aldaar, 27 januari 2017) was een Wit-Russisch zanger.

## Biografie
Tichanovitsj studeerde aan het Conservatorium. In 1973 werd hij deel van de band Verasy die toentertijd erg populair was in de Wit-Russische Socialistische Sovjetrepubliek. Hij zong en speelde basgitaar in de groep. In de band bevond zich ook de zangeres Jadviga Poplavskaja, met wie hij later trouwde. In 1986 verliet hij samen met haar de groep om verder te gaan als duo.
In 1988 wonnen de twee de liedjeswedstrijd Pesnja goda met hun liedje Stsjastlivyj sloetsjaj. Na deze overwinning veranderde het duo hun naam in de naam van het liedje. Ze namen ook deel aan het Wit-Russische festival  Zolotoja lira, maar wonnen niet.
In 1991 werd Aleksandr Tichanovitsj bekroond met de eretitel Geëerd Artiest van de Wit-Russische Republiek. Later werd zijn eretitel gepromoveerd naar Volksartiest van Wit-Rusland.
Naast het zingen was Tichanovitsj een frequent jurylid bij talentjachten en zangwedstrijden. In het verleden was hij onder andere jurylid bij Eurofest, het Intervisiesongfestival en de Slavjanski Bazaar.
Aleksandr Tichanovitsj overleed in 2017 op 64-jarige leeftijd.

## Discografie

### Als deel van Verasy
- 1980 - Nasja diskoteka
- 1985 - Moezika dlja vsech

### Met Jadviga Poplavskaja
- 1989 - Stsjastlivyj sloetsjaj
- 1995 - Moezika ljoebvi
- 1997 - Ot "Malinovski" i do... (verzamelalbum)
- 1997 - Zjizn - prekasnyj mir
- 2008 - Ljoebov soedba
- 2013 - Ona ne mogda inatsje